# Hydrodendron blackburni
Hydrodendron blackburni är en nässeldjursart som först beskrevs av Watson 1973.  Hydrodendron blackburni ingår i släktet Hydrodendron och familjen Haleciidae. Inga underarter finns listade i Catalogue of Life.